# Estació de Lleida Pirineus
L'estació Lleida Pirineus és una estació de ferrocarril propietat d'Adif situada a Lleida, Catalunya. És un important eix de comunicació entre l'interior de la península Ibèrica i les grans ciutats del Corredor Mediterrani a més de connexions amb el Prepirineu i la Catalunya Central. L'estació consta de l'edifici monumental del 1926 i la marquesina annexa construïda per l'arribada del tren d'alta velocitat el 2003.
Hi conflueixen les línies ferroviàries Barcelona-Manresa-Lleida, la línia Tarragona-Lleida, la línia Lleida-La Pobla de Segur i la línia del tren d'alta velocitat Madrid-Barcelona.
L'estació disposa de tota mena de serveis, entre ells taquilles, atenció al client, cafeteria, quiosc, comerços diversos i un hotel; hi ha també un centre comercial Vialia i l'estació d'autobusos.
L'any 2016 va registrar l'entrada de 146.000 passatgers de Mitjana Distància i de la línia Lleida-La Pobla de Segur.

## Història
El tren arribà a la ciutat de Lleida el 30 de maig de 1860 amb la inauguració del tram Lleida-Manresa, de la línia que connectava aquesta última amb Barcelona. El 1861 es perllongava la línia cap a Montsó i Saragossa. El 1865 arribava una nova línia ferroviària des de Tarragona i Reus. Era una època de recuperació, un cop passades les epidèmies i les guerres.
L'estació de Lleida a més es va unir el 1924 amb Balaguer, a través d'una nova línia en el marc de construcció del Transpirinenc Central. El 1926 es va construir l'actual edifici de l'estació de trens, d'estil francès. La línia de Balaguer arribava a Tremp i la Pobla de Segur el 1951.
El 2003 amb l'arribada del Tren de gran velocitat, l'estació va passar a anomenar-se Lleida Pirineus, i entre les modificacions que hom va fer figura la instal·lació d'una gran estructura d'acer i vidre que protegeix les andanes de les inclemències del temps. La instal·lació d'aquesta marquesina resultà polèmica perquè alguns veïns i tècnics consideraven que les seues grans dimensions trencaven amb l'aspecte clàssic de l'edifici tradicional.
Mentre es duia a terme la remodelació de l'estació, es finalitzà el cobriment del darrer tram de via que encara era al descobert, comprés entre els carrers de les Corts Catalanes i dels Comtes d'Urgell, on es construí un parc d'uns 16.100 metres quadrats amb un pressupost d'11.796.516 euros.

## Edifici
És una obra de protegida com a bé cultural d'interès local construït el 1926. Es tracta d'un conjunt d'edificacions d'imatge monumentalista que comprèn: Edifici principal i ala de serveis annexes, edifici de descans i petit pavelló de serveis i passarel·la de vianants. La façana principal és d'estil neoclàssic amb modulació d'obertures d'arcs escarsers. El vestíbul és un gran espai de doble alçada al cos principal. L'estructura barreja pilars amb murs de forjats amb ferro i formigó, pedra artificial i voladissos de ferro; i fou reformat en distribució interior i afegits de marquesines.

## Serveis ferroviaris

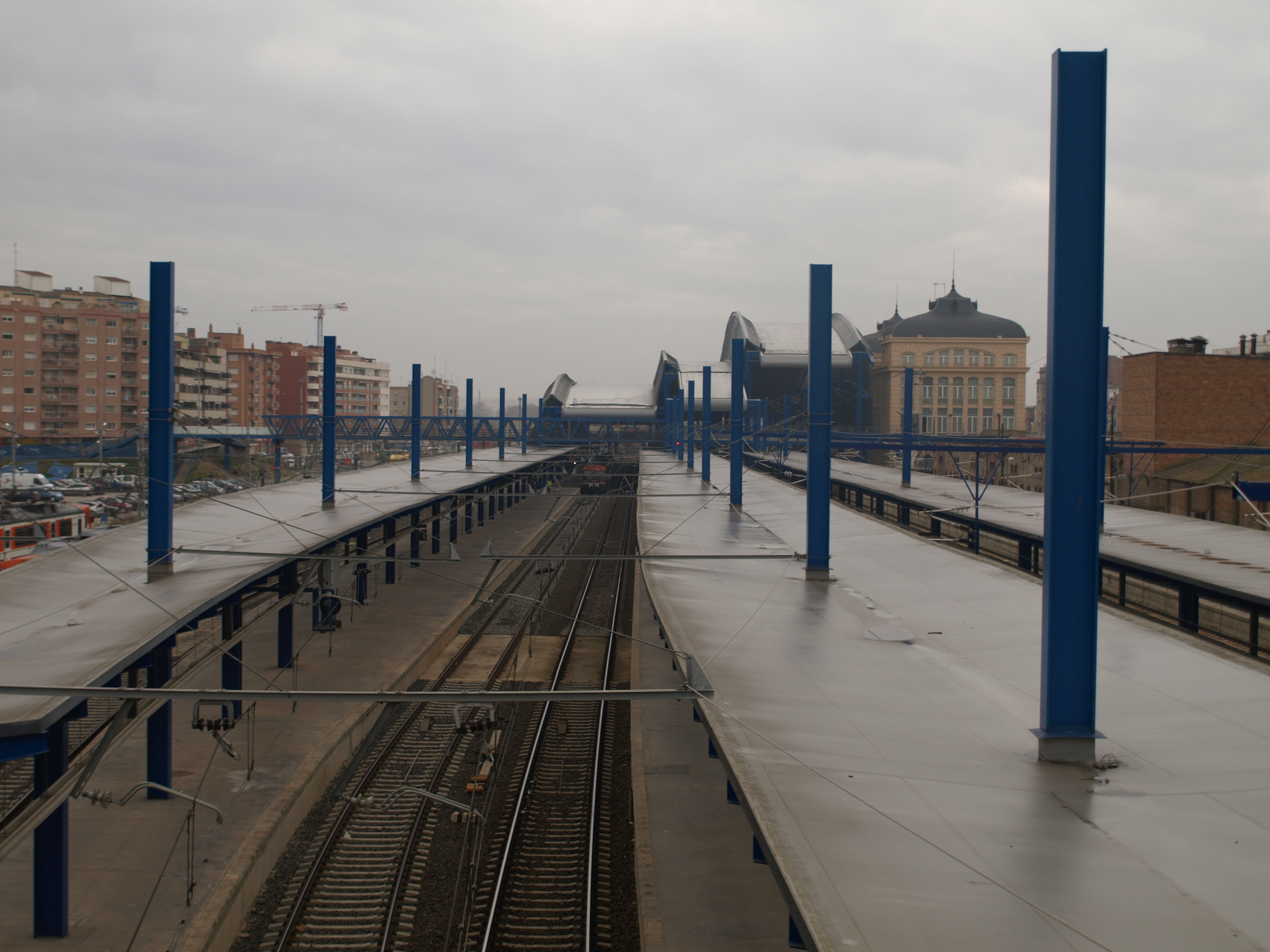
Vista des d'un extrem de l'estació

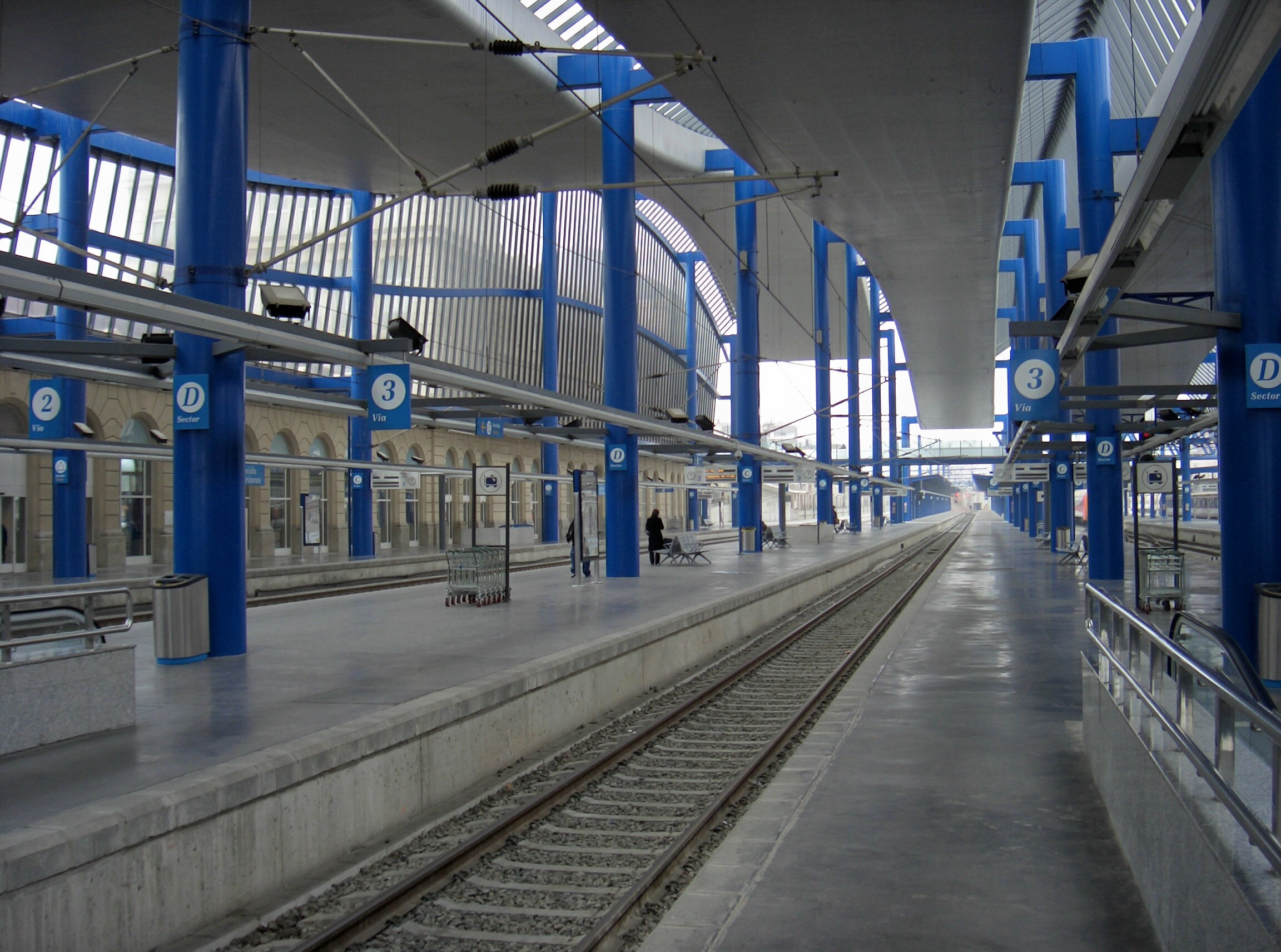
Vies i andanes en la part central de l'estació cobertes per una gran marquesina

A l'estació paren serveis de rodalia, regionals i de llarga distància sent l'única de la regió de les Terres de Ponent on s'aturen trens de llarg recorregut i on conflueixen totes les línies de rodalia i regional que transcorren per la vegueria. A més, hi ha 2 operadors: RENFE i FGC.

### Rodalia i Regionals
A Lleida tenen origen o final les línies de rodalia RL1 i RL2 de la Línia Lleida - la Pobla de Segur, la línia RL3 i RL4 i les línies regionals de Catalunya R13 i R14. Així mateix, hi ha connexions cap a l'Aragó amb la R43 i serveis de mitjana distància de l'Avant Barcelona - Lleida
| Procedència/Destinació                     | <        | Línia             | >                            | Procedència/Destinació      |
| ------------------------------------------ | -------- | ----------------- | ---------------------------- | --------------------------- |
| Línia Lleida - la Pobla de Segur de FGC    |          |                   |                              |                             |
| terminal                                   | terminal |                   | Polígon industrial del Segre | Balaguer                    |
| terminal                                   | terminal | La Pobla de Segur | Polígon industrial del Segre |                             |
| Rodalia de Lleida                          |          |                   |                              |                             |
| terminal                                   | terminal |                   | Bell-lloc d'Urgell           | Cervera                     |
| terminal                                   | terminal |                   | Bell-lloc d'Urgell           | Terrassa Estació del Nord   |
| Serveis regionals de Rodalies de Catalunya |          |                   |                              |                             |
| terminal                                   | terminal |                   | Puigverd de Lleida Juneda¹   | Barcelona-Estació de França |
| Saragossa-Delicias                         | Binèfar  |                   | terminal                     | terminal                    |
| terminal                                   | terminal | Avant             | Camp de Tarragona            | Barcelona-Sants             |

1. Alguns regionals de la línia R14 no efectuen parada a Puigverd de Lleida sent la següent o anterior Juneda.

### Llarga Distància
Els serveis de Llarga Distància uneixen Lleida amb Barcelona, Tarragona, Saragossa, Madrid, Sevilla, Màlaga, Vigo, Bilbao i la Corunya entre d'altres.
Tots els serveis que efectuen parada a Lleida circulen per les vies d'ample internacional
| Tipus de tren                                                                   | <<                      | >> | Parades intermèdies | Observacions   |
| ------------------------------------------------------------------------------- | ----------------------- | --- | --- | -------------- |
| Trens d'ample Internacional que utilitzen la LAV Madrid - Saragossa - Barcelona |                         | | |                |
|                                                                                 | Figueres-Vilafant       | Madrid-Puerta de Atocha                                                                               | Girona · Barcelona-Sants · Camp de Tarragona · Saragossa-Delicias · Calataiud· Guadalajara-Yebes |                |
| Barcelona-Sants                                                                 | Madrid-Puerta de Atocha | Camp de Tarragona · Saragossa-Delicias · Calataiud· Guadalajara-Yebes                                 | |                |
| Barcelona-Sants                                                                 | Sevilla-Santa Justa     | Camp de Tarragona · Saragossa-Delicias · Ciudad Real-Central · Puertollano · Còrdova-Central          | 1 tren diari |                |
| Barcelona-Sants                                                                 | Màlaga-María Zambrano   | Camp de Tarragona · Saragossa-Delicias · Còrdova-Central · Puente Genil-Herrera · Antequera-Santa Ana | 1 tren diari |                |
| Alvia                                                                           | Barcelona-Sants         | Bilbao-Abando                                                                                         | Camp de Tarragona · Saragossa-Delicias · Tudela · Castejón · Alfaro · Calahorra · Logronyo · Haro · Miranda de Ebro · Llodio | 2 trens diaris |
| Alvia                                                                           | Barcelona-Sants         | Irun                                                                                                  | Camp de Tarragona · Saragossa-Delicias · Tudela · Castejón · Tafalla · Pamplona · Alsasua · Zumárraga · Tolosa · San Sebastià | 2 trens diaris |
| Alvia                                                                           | Barcelona-Sants         | Vigo-Guixar                                                                                           | Camp de Tarragona · Saragossa-Delicias · Tudela · Castejón · Tafalla · Pamplona · Vitòria-Gasteiz · Miranda de Ebro · Burgos · Palència · Sahagún · Lleó · Astorga · Bembibre · Ponferrada · O Barco de Valdeorras · A Rúa-Petín · San Clodio-Quiroga · Monforte de Lemos · Ourense-Empalme · O Porriño · Redondela | 1 tren diari   |